# Oenothera tucumanensis
Oenothera tucumanensis är en dunörtsväxtart som beskrevs av W. Dietrich. Oenothera tucumanensis ingår i släktet nattljussläktet, och familjen dunörtsväxter. Inga underarter finns listade i Catalogue of Life.